# Repetabilitate
În metrologie repetabilitatea se referă la capacitatea de a se repeta un test în condiții similare.

## Noțiuni din vocabularul standard al metrologiei
Organizația Internațională de Metrologie Legală (en) a definit expres unele noțiuni legate de măsurare în standardul OIML V 2-200 a cărei traducere oficială în limba română este SR Ghid ISO/CEI 99: 2010.
- O condiție de măsurare cu repetabilitate este o condiție de măsurare, dintr-un ansamblu de condiții care cuprinde aceeași procedură de măsurare, aceiași operatori, același sistem de măsurare, aceleași condiții de operare, același loc și măsurări repetate ale acelorași obiecte sau ale unor obiecte similare într-o perioadă scurtă de timp.
- O condiția de măsurare cu reproductibilitate este o condiție de măsurare, dintr-un ansamblu de condiții care cuprinde locuri, operatori și sisteme de măsurare diferite și măsurări repetate ale acelorași obiecte sau ale unor obiecte similare.
- Repetabilitatea măsurării este precizia măsurării în condiții de măsurare cu repetabilitate.
- Reproductibilitatea măsurării este precizia măsurării în condiții de măsurare cu reproductibilitate.